# Берлевоґ
Берлевоґⓘ (норв. Berlevåg) — комуна (муніципалітет) у фюльке Фіннмарк, Норвегія.
Адміністративним центром муніципалітету є містечко Берлевоґ.

В муніципалітеті Берлевоґ є два поселення: містечко Берлевоґ і село Конґсфйорд. Переважна більшість мешканців муніципалітету проживає в містечку Берлевоґ, у Конґсфйорді живе всього 45 чоловік. Маяк Кйольнес розташований біля берега на схід від Берлевоґа.
Муніципалітет Берлевоґ був утворений 1 січня 1914, коли його було відділено від муніципалітету Тана. Спочатку його населяли 784 жителів. Розмежування з того часу не змінилось.